# Julius Hüther
Julius Hüther (* 4. November 1881 in Cannstatt; † 9. August 1954 in München) war ein deutscher Maler, Zeichner und Grafiker.

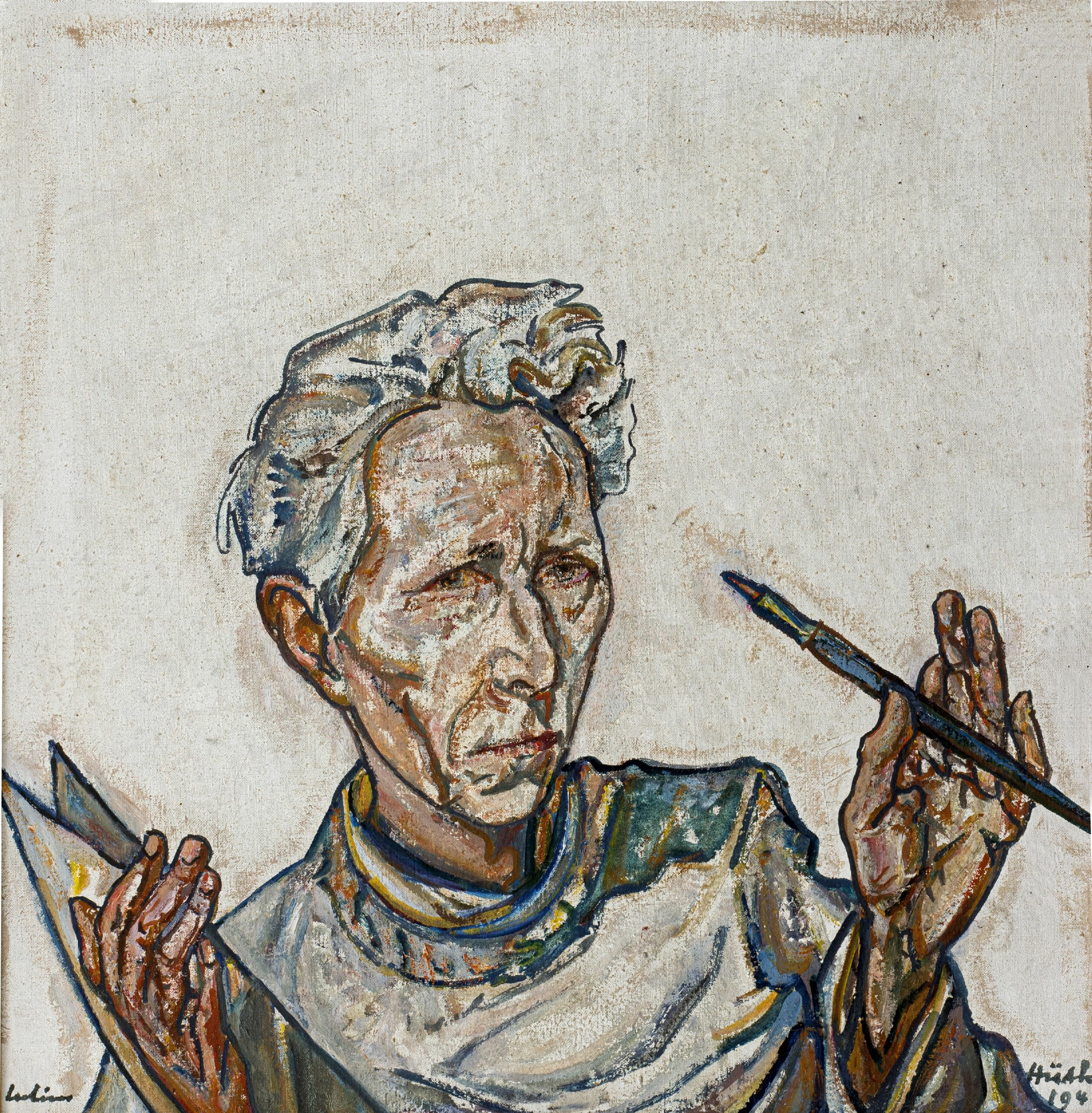
Selbstbildnis (1946)

## Leben und Werk
Julius Hüther war seit 1885 in München ansässig. Nach einer Lithografenlehre studierte er ab 1900 an der Münchener Akademie bei Gabriel von Hackl und Ludwig von Löfftz. Ab 1905 war er Mitglied der Künstlergilde „Die Juryfreien“ und später der Münchner Sezession. Zwischen 1909 und 1914 absolvierte er Studienaufenthalte in Italien. 1925 nahm er eine Professur an der Münchner Akademie an. Hüther nahm 1926 mit einem Aktbild als Gast an der Ausstellung der Stuttgarter Sezession teil. Er war Ehrenmitglied der Wiener Sezession. Ab 1947 war er Mitglied der Künstlergruppe Die Schwabinger.
Hüthers Frühwerk zählt stilistisch zum Umfeld der deutschen Expressionisten mit dem Versuch, visionäre und imaginative Bildwelten entstehen zu lassen. Zwar gehörte er nicht dem Kreis der Brücke und dem Blauen Reiter an, formal und inhaltlich stand er diesen Künstlern aber nahe. Akte im Freien, religiöse Darstellungen, Porträts und Wiedergabe von Pferden standen im Zentrum seines Schaffens. 1937 wurden in der Nazi-Aktion „Entartete Kunst“ fünf seiner Tafelbilder aus dem Provinzial-Museum Hannover, der Bayerischen Staatsgemäldesammlungen München und der Städtischen Galerie Nürnberg beschlagnahmt, von denen vier danach vernichtet wurden.

## 1937 als „entartet“ beschlagnahmte Werke
- Bildnis Tromp-Meesters (Öl auf Holz, 52 × 43 cm, 1928; 1939 zur „Verwertung“ auf dem internationalen Kunstmarkt an den Kunsthändler Bernhard A. Böhmer; Verbleib unbekannt)
- Volksfest (Öl auf Leinwand, 95 × 111 cm; zerstört)
- Lesender Mann (Öl, 1932; zerstört)
- Bildnis der zweiten Frau des Künstlers (Öl auf Leinwand, 64 × 47 cm, 1933; zerstört)
- Kinderakt (zerstört)